# فرودگاه نیول سوپپورت اکتیویتی پنما سیتی
فرودگاه نیول سوپپورت اکتیویتی پنما سیتی (به انگلیسی: Naval Support Activity Panama City) یک فرودگاه است . این فرودگاه در کشور ایالات متحده آمریکا قرار دارد .